# Breitenloses Leerzeichen

ISO-Symbol für das breitenlose Leerzeichen

Das breitenlose Leerzeichen „“, auch nullbreites Leerzeichen (englisch zero-width space, abgekürzt ZWSP) ist ein Steuerzeichen im Digitalsatz zum Markieren einer Wortgrenze, die im Allgemeinen nicht sichtbar ist. Obgleich es kein Leerzeichen ist, wird dieser Worttrenner im Deutschen und in anderen Sprachen als „Leerzeichen“ (bzw. mit einer sprachlichen Entsprechung) bezeichnet.

## Verwendung
In der elektronischen Textverarbeitung ermöglicht das breitenlose Leerzeichen einen Zeilenumbruch an dafür geeigneten Stellen, die nicht durch ein Leerzeichen markiert sind. Im Gegensatz zum bedingten Trennstrich wird dabei kein Trennstrich eingefügt. Es wird regelmäßig in Schriftsystemen verwendet, die Wörter nicht grundsätzlich durch Leerzeichen voneinander absetzen, beispielsweise Thai. Aber auch URLs, E-Mail-Adressen, kompress gesetzte Schrägstriche und andere Textteile, die vom Textverarbeitungsprogramm nicht automatisch richtig getrennt werden, können so mit unsichtbaren Trennmöglichkeiten versehen werden.
Nützlich ist das breitenlose Leerzeichen auch in einem Microblogging-Dienst wie Twitter, um ein Genitiv-s an einen Benutzernamen oder an einen Hashtag anzuhängen, ohne dass ein Leerzeichen sichtbar ist oder ein Apostroph benötigt wird. So kann mit diesem Zeichen die Grundform des Benutzernamens beziehungsweise des Hashtag erhalten werden. (Beispiel: Soll in einem Tweet von „@Peters Fahrrad“ die Rede sein, wird ein breitenloses Leerzeichen hinter der Grundform des Benutzernamens „@Peter“ eingefügt. Dann bleibt vor dem Genitiv-s der Name so erhalten, wie es hier richtig ist. Ohne das breitenlose Leerzeichen vor dem s spräche „@Peters“ einen anderen Benutzernamen an, nämlich „@Peters“. Dann bekäme der User „Peter“ von dem Tweet höchstwahrscheinlich nichts mit und erführe auch nicht, was ihm jemand anders über sein Fahrrad mitteilen wollte.) Entsprechendes gilt für die Verwendung in zusammengesetzten Wörtern.

## Codierung
Das breitenlose Leerzeichen (in der Anzeige entsprechend nicht sichtbar, z. B. hier zwischen den Anführungszeichen: „“) in Unicode: U+200B zero width space und als HTML/XML-Entitäten: &ZeroWidthSpace;, alternativ auch &#x200b; (hex.) und &#8203; (dez.)
In LaTeX mit einer TeX-Distribution funktionieren folgende Befehle:
TeX: \hskip0pt;
LaTeX: \hspace{0pt};
groff:\:

## Symbol
Ein Symbol zur Verwendung auf Tastaturen und in Beschreibungen ist standardisiert im Amendment 1 (2012) zu ISO/IEC 9995-7:2009 „Information technology – Keyboard layouts for text and office systems – Symbols used to represent functions“ als Symbol 87, sowie in IEC 60417 „Graphical Symbols for use on Equipment“ als Symbol IEC 60417-6177-10.